# Pardosa gracilenta
Pardosa gracilenta là một loài nhện trong họ Lycosidae.
Loài này thuộc chi Pardosa. Pardosa gracilenta được Hippolyte Lucas miêu tả năm 1846.